# Dan + Shay
Dan + Shay es un dúo de música country estadounidense compuesto por los vocalistas y compositores Dan Smyers y Shay Mooney. Han firmado con Warner Bros. Records Nashville y han lanzado dos álbumes, Where It All Began, que produjo tres sencillos Top 40 en Hot Country Songs y Country Airplay, y Obsessed.

## Miembros

### Dan Smyers

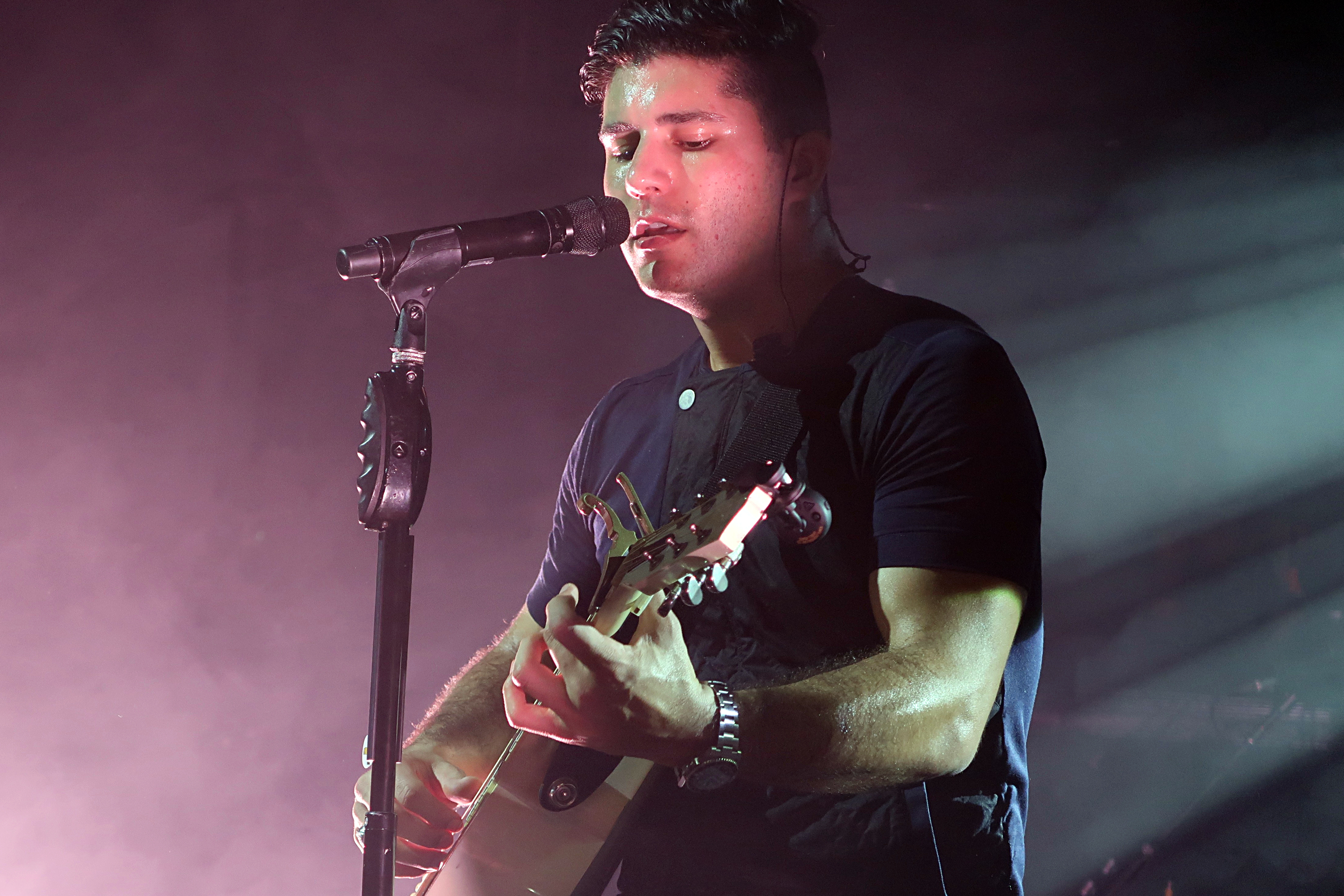
Dan Smyers

Daniel Smyers, nacido el 16 de agosto de 1987 (37 años), creció en Wexford, Pensilvania, donde asistió al North Allegheny Senior High School. Estudió finanzas en la Universidad Carnegie Mellon donde también practicó el fútbol. Smyers mantiene una relación con Abby Law. Smyers y Law se comprometieron en 2016 y se casaron el 13 de mayo de 2017.

### Shay Mooney

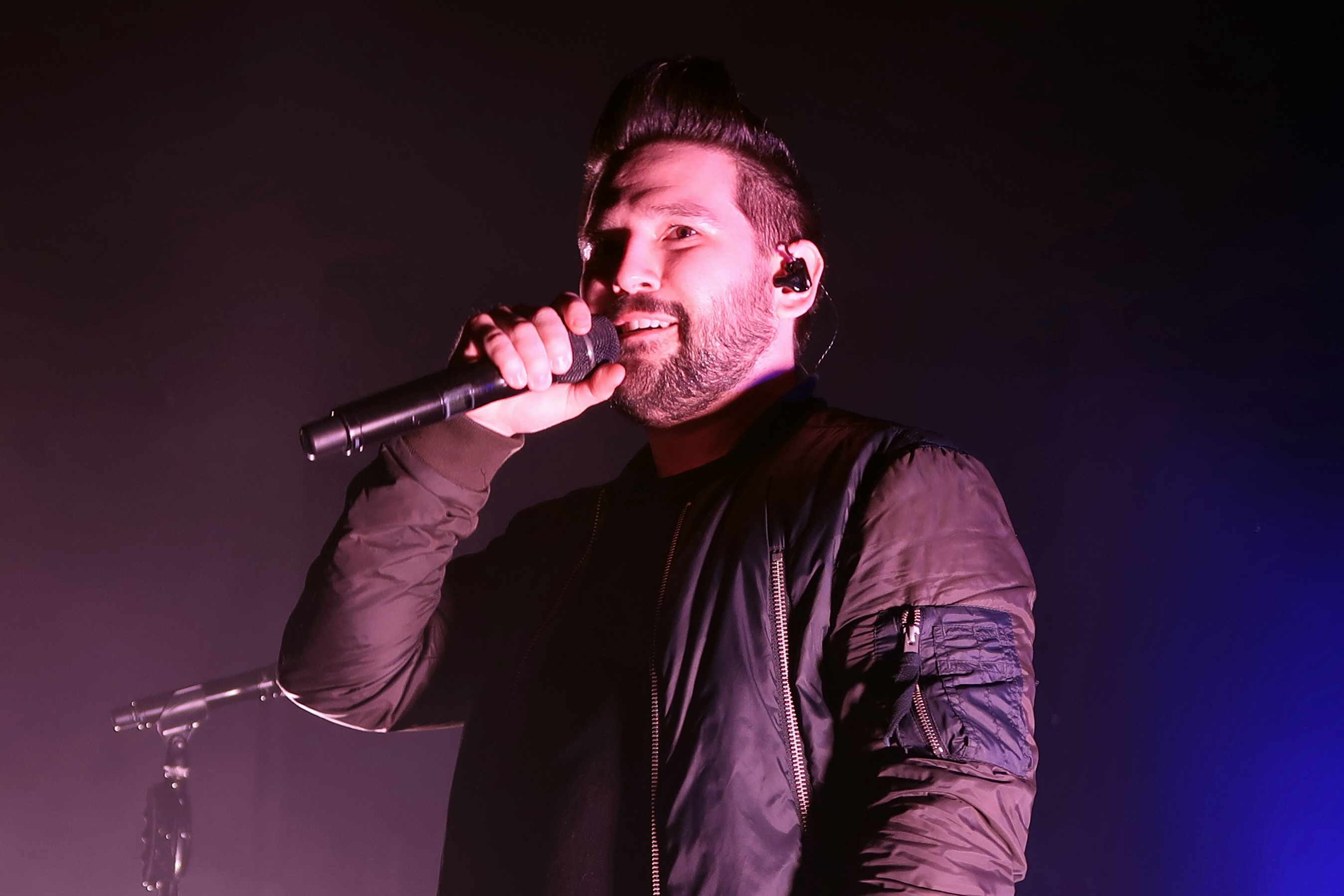
Shay Mooney

James Shay Mooney, nacido el 27 de diciembre de 1991 (33 años), creció en Natural Dam, Arkansas, y asistió a la Union Christian Academy y al Van Buren High School. Luego asistió a la Universidad de Valley Forge por un año antes de abondanar para dedicarse a su carrera musical. En octubre de 2016 anunció que él y Hannah Billingsley estaban esperando un hijo. El 24 de enero de 2017, Billingsley dio a luz a su hijo, Asher James Mooney. Mooney y Billingsley se casaron el 20 de octubre de 2017 en Arkansas. En agosto de 2019 anunciaron que esperaban un segundo hijo.
Antes de la fundación del dúo, Mooney era solista para la discográfica Nappy Boy Entertainment y Smyers era miembro de un grupo llamado Bonaventure como también un antiguo miembro de Transition de Floodgate Records.

## En la cultura popular
La canción de Dan + Shay «Stop Drop + Roll» apareció en el episodio de la segunda temporada Nashville, 'Your Good Girl's Gonna Go Bad'. También se utilizaron en The Bachelorette en un episodio que se emitió el 7 de junio de 2016.
El dúo también colaboró con la violinista, bailarina y YouTuber Lindsey Stirling en una canción de su tercer álbum Brave Enough. La canción se tituló «Those Days» y el álbum fue lanzado el 19 de agosto de 2016.

## Discografía

### Álbumes de estudio
| Año  | Álbum | Posicionamiento en listas | Posicionamiento en listas | Posicionamiento en listas | Posicionamiento en listas | Posicionamiento en listas | Certificaciones               |
| Año  | Álbum | EUA Country               | EUA                       | AUS                       | CAN                       | RU                        | Certificaciones               |
| ---- | --- | ------------------------- | ------------------------- | ------------------------- | ------------------------- | ------------------------- | ----------------------------- |
| 2014 | Where It All Began - Calificación de Allmusic:                                                                           | 1                         | 6                         | —                         | 12                        | 11                        | - EUA: Oro                    |
| 2016 | Obsessed - Calificación de Allmusic:                                                                                     | 2                         | 8                         | 91                        | 23                        | 1                         |                               |
| 2018 | Dan + Shay - Calificación de Allmusic:                                                                                   | 1                         | 6                         | 15                        | 11                        | 2                         | - EUA: Platino - CAN: Platino |
| 2021 | Good things - Lanzamiento: 13 de agosto de 2021 - Discográfica: Warner Bros. Nashville. - Formatos: CD, descarga digital |                           |                           |                           |                           |                           |                               |

### Sencillos
| Año  | Sencillo                                    | Posiciones en listas | Posiciones en listas | Posiciones en listas | Posiciones en listas | Posiciones en listas | Posiciones en listas | Certificaciones                                                              | Álbum              |
| Año  | Sencillo                                    | EUA Country          | EUA                  | AUS                  | CAN Country          | CAN                  | RU                   | Certificaciones                                                              | Álbum              |
| ---- | ------------------------------------------- | -------------------- | -------------------- | -------------------- | -------------------- | -------------------- | -------------------- | ---------------------------------------------------------------------------- | ------------------ |
| 2013 | «19 You + Me»                               | 7                    | 42                   | —                    | 23                   | 47                   | —                    | - RIAA: Platino - CAN: Oro                                                   | Where It All Began |
| 2014 | «Show You Off»                              | 29                   | 111                  | —                    | —                    | —                    | —                    | - RIAA: Oro                                                                  | Where It All Began |
| 2015 | «Nothin' Like You»                          | 5                    | 51                   | —                    | 4                    | 72                   | —                    | - RIAA: Platino - CAN: Oro                                                   | Where It All Began |
| 2016 | «From the Ground Up»                        | 3                    | 48                   | —                    | 10                   | 77                   | —                    | - RIAA: 2× Platino - CAN: Platino                                            | Obsessed           |
| 2016 | «How Not To»                                | 7                    | 57                   | —                    | 25                   | —                    | —                    | - RIAA: Platino                                                              | Obsessed           |
| 2017 | «Road Trippin'»                             | —                    | —                    | —                    | —                    | —                    | —                    |                                                                              | Obsessed           |
| 2018 | «Tequila»                                   | 1                    | 21                   | 69                   | 1                    | 59                   | —                    | - RIAA: 6× Platino - AUS: 2× Platino - CAN: 7× Platino                       | Dan + Shay         |
| 2018 | «Speechless»                                | 1                    | 24                   | —                    | 2                    | 41                   | —                    | - RIAA: 5× Platino - CAN: 3× Platino                                         | Dan + Shay         |
| 2019 | «All to Myself»                             | 29                   | —                    | —                    | —                    | —                    | —                    | - RIAA: 2× Platino - CAN: Platino                                            | Dan + Shay         |
| 2019 | «10,000 Hours» (Dan + Shay & Justin Bieber) | 1                    | 4                    | 4                    | 1                    | 2                    | 17                   | - RIAA: 3× Platino - AUS: 2× Platino - CAN: 5× Platino - NZ: Oro - RU: Plata | Por anunciarse     |
| 2020 | «I Should Probably Go to Bed»               | 4                    | 28                   | —                    | 26                   | 81                   | —                    | - RIAA: Oro - CAN: Oro                                                       | Por anunciarse     |

### Colaboraciones
- «Those Days» (con Lindsey Stirling)[25] (2016)
- «Say» (con RaeLynn)[26] (2017)

### Otras canciones
- «Have Yourself a Merry Little Christmas» (2015)
- «When I Pray for You» (2017)

### Videos musiclaes
| Año  | Video                                    | Director(es)  |
| ---- | ---------------------------------------- | ------------- |
| 2014 | «19 You + Me»                            | Brian Lazzaro |
| 2014 | «Show You Off»                           | Patrick Tracy |
| 2014 | «Have Yourself a Merry Little Christmas» | Patrick Tracy |
| 2015 | «Nothin' Like You»                       | Patrick Tracy |
| 2016 | «From the Ground Up»                     | Shaun Silva   |
| 2016 | «How Not To»                             | Patrick Tracy |
| 2017 | «When I Pray for You»                    |               |
| 2017 | «Road Trippin'»                          | Patrick Tracy |

## Premios y nominaciones
| Año  | Premio                           | Categoría                                | Trabajo                            | Resultado | Ref.   |
| ---- | -------------------------------- | ---------------------------------------- | ---------------------------------- | --------- | ------ |
| 2014 | Academy of Country Music Awards  | Dúo vocal del año                        | Ellos mismos                       | Nominados | [ 34 ] |
| 2014 | Country Music Association Awards | Dúo vocal del año                        | Ellos mismos                       | Nominados | [ 35 ] |
| 2014 | CMT Music Awards                 | Video de grupo del año                   | 19 You + Me                        | Nominados | [ 36 ] |
| 2015 | Country Music Association Awards | Dúo vocal del año                        | Ellos mismos                       | Nominados | [ 37 ] |
| 2015 | Academy of Country Music Awards  | Dúo vocal del año                        | Ellos mismos                       | Nominados | [ 38 ] |
| 2015 | ASCAP Country Music Awards       | Las canciones más interpretadas          | 19 You + Me                        | Ganadores | [ 39 ] |
| 2016 | Country Music Association Awards | Dúo vocal del año                        | Ellos mismos                       | Nominados | [ 40 ] |
| 2016 | Academy of Country Music Awards  | Dúo vocal del año                        | Ellos mismos                       | Nominados | [ 41 ] |
| 2017 | Country Music Association Awards | Dúo vocal del año                        | Ellos mismos                       | Nominados | [ 42 ] |
| 2017 | Academy of Country Music Awards  | Dúo vocal del año                        | Ellos mismos                       | Nominados | [ 43 ] |
| 2017 | Academy of Country Music Awards  | Nuevo dúo o grupo vocal del año          | Ellos mismos                       | Nominados | [ 43 ] |
| 2017 | CMT Music Awards                 | Video de dúo del año                     | How Not To                         | Nominados | [ 44 ] |
| 2018 | Country Music Association Awards | Dúo vocal del año                        | Ellos mismos                       | Nominados | [ 45 ] |
| 2018 | Country Music Association Awards | Sencillo del año                         | Tequila                            | Nominados | [ 45 ] |
| 2018 | Country Music Association Awards | Canción del año                          | Tequila                            | Nominados | [ 45 ] |
| 2018 | Country Music Association Awards | Video del año                            | Tequila                            | Nominados | [ 45 ] |
| 2018 | Academy of Country Music Awards  | Dúo vocal del año                        | Ellos mismos                       | Nominados | [ 46 ] |
| 2018 | CMT Music Awards                 | Video de dúo del año                     | Tequila                            | Ganadores | [ 47 ] |
| 2018 | CMT Music Awards                 | Video del año                            | Tequila                            | Nominados | [ 47 ] |
| 2018 | American Music Awards            | Canción country favorito                 | Tequila                            | Nominada  | [ 48 ] |
| 2018 | American Music Awards            | Dúo o grupo de country favorito          | Ellos mismos                       | Nominados | [ 48 ] |
| 2019 | Premios Grammy                   | Mejor performance de dúo o grupo country | Tequila                            | Ganadores | [ 49 ] |
| 2019 | Premios Grammy                   | Mejor canción country                    | Tequila                            | Nominados | [ 49 ] |
| 2019 | iHeartRadio Music Awards         | Canción country del año                  | Tequila                            | Nominados | [ 50 ] |
| 2019 | Nickelodeon Kids' Choice Awards  | Artista nuevo favorito                   | Ellos mismos                       | Nominados | [ 51 ] |
| 2019 | Academy of Country Music Awards  | Dúo del año                              | Ellos mismos                       | Ganadores | [ 52 ] |
| 2019 | Academy of Country Music Awards  | Álbum del año                            | Dan + Shay                         | Nominados | [ 52 ] |
| 2019 | Academy of Country Music Awards  | Sencillo del año                         | Tequila                            | Ganadores | [ 52 ] |
| 2019 | Academy of Country Music Awards  | Canción del año                          | Tequila                            | Ganadores | [ 52 ] |
| 2019 | Academy of Country Music Awards  | Video del año                            | Tequila                            | Nominados | [ 52 ] |
| 2019 | Academy of Country Music Awards  | Evento musical del año                   | Keeping Score (con Kelly Clarkson) | Nominados | [ 52 ] |

## Giras musicales
Cabeza de cartel
- Where It All Began Tour (2014–15)
  - con Cam (2014)
  - con Canaan Smith (2015)
- Just the Right Kind of Crazy Tour (2015) con Kelsea Ballerini
- The Obsessed Tour (2016-17)
  - con Walker Hayes

Secundario
- We're Not Invisible Tour (2014) con Hunter Hayes y Danielle Bradbery
- Ten Times Crazier Tour (2014) con Blake Shelton, The Band Perry, y Neal McCoy
- Tattoo (Your Name) Tour (2014) con Hunter Hayes y The Railers
- Good For A Good Time Tour (2016) con Darius Rucker y Michael Ray
- Home Team Tour (2017) (Select Dates) con Thomas Rhett

## Banda de gira
- Justin Richards - guitarra (de Brighten y anteriormente A Rocket to the Moon)
- Dustin Hook - bajo (anteriormente de My American Heart)
- Andrew Cook - batería (anteriormente de The Receiving End of Sirens y A Rocket to the Moon)
- Izaac Burkhart - guitarra/teclados/corsita (anteriormente de Weaver At The Loom and Verskotzi)